# Tutu Puoane

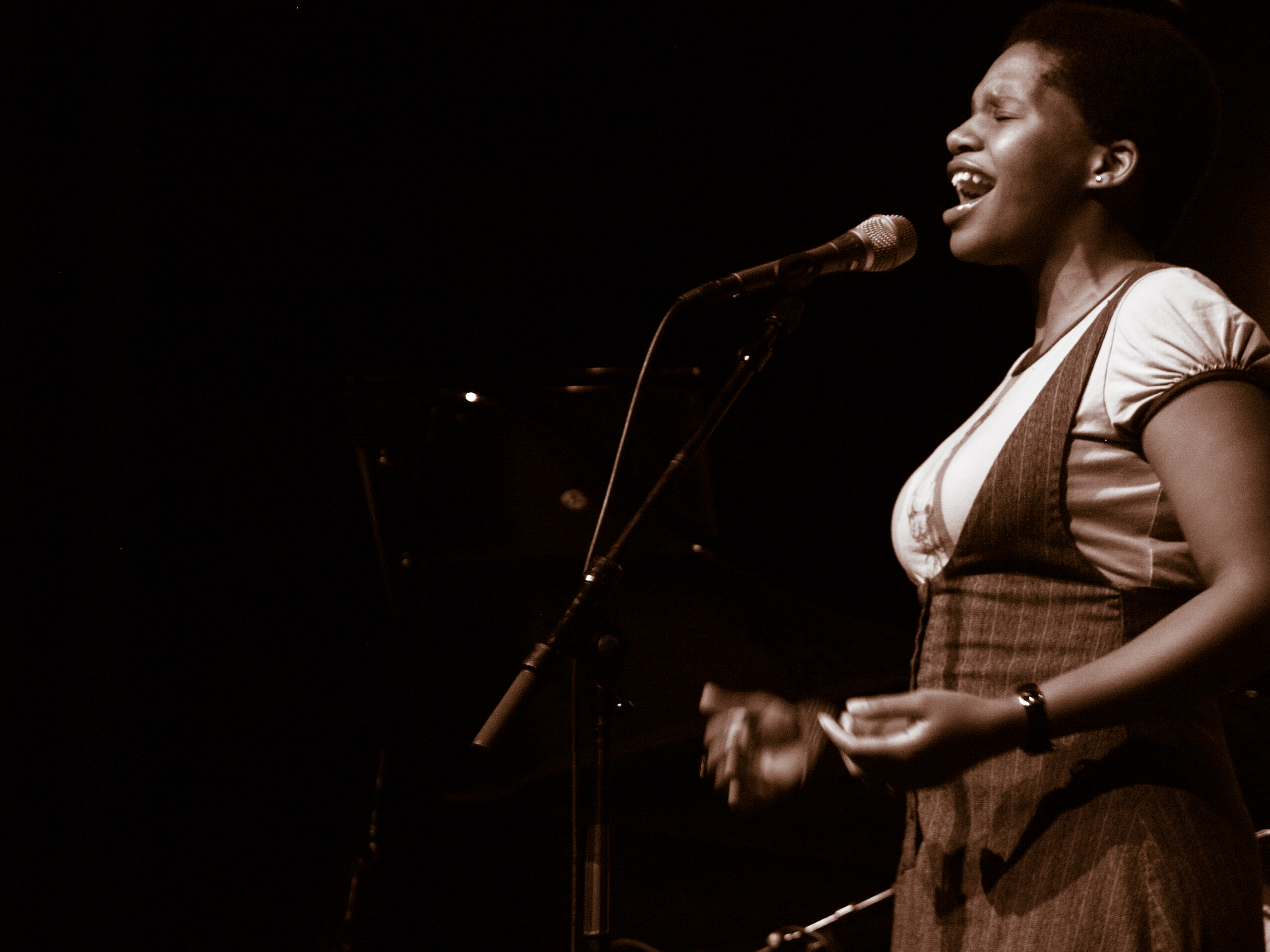
Tutu Puoane (2008)

Tutu Puoane (* 31. Mai 1979 in Atteridgeville als Nonthuthuzelo Puoane) ist eine südafrikanische Jazzsängerin.

## Leben und Wirken
Puoane, die in Mamelodi bei Pretoria aufwuchs, begann 1997 in Johannesburg als professionelle Musikerin. Sie studierte zunächst Jazzgesang an der University of Cape Town bei Jelena Reveshin und Virginia Davids. Jack van Poll bot ihr an, 2002 ihre Studien am Koninklijk Conservatorium Den Haag fortzusetzen, wo Rachel Gould sie unterwies.
Im Jahr 2000 war sie als Vokalistin mit der South African National Youth Big Band auf internationaler Tour. 2001 trat sie mit Tucan Tucan auf dem North Sea Jazz Festival Cape Town auf; auch konzertierte sie mit Sibongile Khumalo. 2007 legte sie ihr Debütalbum Songs vor. Zu ihrem Quartett, das teilweise zum Sextett erweitert wurde, gehörten neben ihrem Ehemann Ewout Pierreux Nicolas Thys und Lieven Venken. Weiterhin hat sie in verschiedenen Programmen mit dem Brussels Jazz Orchestra zusammengearbeitet und tourte auch mit Marcus Wyatt. Zudem arbeitete sie mit Saxkartel, mit Jasper van’t Hofs Pili Pili, Tuur Florizoones MixTuur und mit der niederländischen Frits Bayens Big Band. Sie trat in vielen europäischen Ländern, aber auch in Nordamerika auf. Sie ist auch Teil des Projektes Black Lives – from Generation to Generation.
Tutu Puoane ließ sich 2002 in Europa, zunächst in den Niederlanden nieder. Seit 2004 lebt und arbeitet seit sie in Antwerpen.

## Preise und Auszeichnungen
2000 gewann sie die Old Mutual Jazz Encounters in der Kapregion. Bei der Daimler Chrysler South African Jazz Competition 2001 erhielt sie einen Ehrenpreis als vielversprechendes Nachwuchstalent. 2004 wurde sie mit dem Young Artist of the Year Award for Music der Standard Bank ausgezeichnet. Für ihr Album Quiet Now wurde sie 2010 mit dem South African Music Award für das „beste traditionelle Jazzalbum“ ausgezeichnet. Im Folgejahr errang sie denselben Preis mit dem gemeinsam mit dem Brussels Jazz Orchestra eingespielten Album Mama Africa.

## Diskographische Hinweise
- Tutu Puoane & Brussels Jazz Orchestra We Have a Dream (SoulFactory Records 2018)
- The Joni Mitchell Project: Live 2017 (SoulFactory Records 2017, mit Tineke Postma, Ewout Pierreux, Clemens van der Feen, Jasper Van Hulten)
- Ilanga (SoulFactory Records 2014, mit Wietse Meys, Carlo Nardozza, Ewout Pierreux, Nicolas Thys, Jasper Van Hulten)
- Bert Joris & Tutu Puoane Live at De Roma (Challenge Records 2013, mit der Koninklijke Filharmonie van Vlaanderen)
- Brussels Jazz Orchestra featuring Tutu Puoane Mama Africa (Saphrane 2010)
- Breathe (SoulFactory Records 2012)
- Quiet Now (Saphrane 2009)